# 2212 Hephaistos
Hephaistos (asteroide 2212, com a designação provisória 1978 SB) é um asteroide cruzador de Marte. Possui uma excentricidade de .8374330045377202 e uma inclinação de 11.5542º.
Este asteroide foi descoberto no dia 27 de setembro de 1978 por Lyudmila Ivanovna Chernykh no Observatório Astrofísico da Crimeia.